# Затонських Ганна Віталіївна
Ганна Віталіївна Затонських (17 липня 1978) — українська, з 2003 року американська шахістка, гросмейстер серед жінок від 1999 року, міжнародний майстер з 2004 року.
Чемпіонка України 2001 року, чотириразова чемпіонка США 2006, 2008, 2009, 2011 років.
Її рейтинг на червень 2023 року — 2327 (124-те місце у світі, 7-ме серед шахісток США).

## Біографія та спортивні досягнення
Анна Затонських розпочала грати у шахи з 5 років. Обоє її батьків добре грали у шахи, її батько був кандидатом у майстри спорту з шахів. Затонських розпочала свою шахову кар'єру після розпаду Радянського Союзу. Її першим успіхом була бронзова медаль на чемпіонаті світу серед юніорів до 16 років у Сегеді в 1994 році (перемогла Наталія Жукова). У цьому ж році шахістка перемогла на турнірі в Бухаресті. У 1998 році Анна Затонських посіла 2 місце на турнірі в Ялті за Тетяною Меламед, а також двічі перемогла на турнірах у Бухаресті. У цей період Затонських уже входила до числа найсильніших шахісток України. Наступного року Анна Затонських перемогла на зональному турнірі в Алушті, та вийшла до кубкового турніру на першість світу. Цей турнір відбувся у 2000 році в Нью-Делі, проте вже у першому раунді Затонських програла кубинській шахістці Маріці Аррібас Робайна. У 2001 році вдруге розпочала боротьбу за жіночу шахову корону, у першому колі перемігши Лі Жофань, проте у другому раунді поступилась Ніно Хурцидзе. У 2001 році Анна Затонських стала чемпіонкою України, а у 2002 році посіла 2-ге місце поступившись чемпіонці Тетяні Василевич лише за додатковим показником.
У 2002 року Анна Затонських переїжджає до Сполучених Штатів Америки, та з 2003 року виступає на міжнародній арені за США. У кінці 2002 року шахістка розділила 3 місце на відкритому турнірі в Ліндсборзі (після Джона Дональдсона та Олександра Оніщука, разом із Ігорем Новіковим та Юрієм Шульманом). У 2005 році Затонських перемогла на турнірі зі швидких шахів «3 Arrows Cup» у Цзінані. У 2006 році розділила 1 місце на турнірі в Марселі (разом із Єленою Косма та Крістіною-Аделою Фойшор). У 2008 році втретє брала участь у чемпіонаті світу, перший раунд пройшла без боротьби, а в другому раунді поступилась Тетяні Косинцевій. У лютому 2017 року розділила 2 місце на турнірі в Гібралтарі (після Цзюй Веньцзюнь, разом із Антоанетою Стефановою, Анною Музичук, Катериною Лагно та Валентиною Гуніною).
У 2006, 2008, 2009 та 2011 роках Анна Затонських чотири рази вигравала індивідуальну першість США з шахів. У доробку шахістки також три срібні медалі першості (2010, 2012, 2013) та п'ять бронзових медалей (2004, 2007, 2014, 2016, 2019).
Анна Затонських є першою американською шахісткою, чий рейтинг перевищив 2500 пунктів. Найвищого рейтингу шахістка досягла 1 травня 2011 року, і з результатом 2537 посідала 7 місце у рейтингу ФІДЕ та 1 місце серед американських шахісток.

## Результати виступів у національних чемпіонатах України та США
| Рік  | Місто       | Турнір                 | + | − | =  | Результат | Місце   |
| ---- | ----------- | ---------------------- | - | - | -- | --------- | ------- |
| 1994 | Алушта      | 54-й чемпіонат України | 5 | 1 | 3  | 6½ з 9    | 4       |
| 1995 | Маріуполь   | 55-й чемпіонат України | 3 | 3 | 3  | 4½ з 9    | 16 — 21 |
| 1996 | Ялта        | 56-й чемпіонат України | 6 | 1 | 4  | 8 з 11    | Silver  |
| 1998 | Алушта      | 58-й чемпіонат України | 4 | 1 | 4  | 6 з 9     | 6       |
| 2001 | Краматорськ | 61-й чемпіонат України | 6 | 0 | 7  | 9½ з 13   | Gold    |
| 2002 | Алушта      | 62-й чемпіонат України | 6 | 1 | 2  | 7 з 9     | Silver  |
| 2004 | Нью-Йорк    | 44-й чемпіонат США     | 4 | 2 | 0  | 4 з 6     | Bronze  |
| 2006 | Сан-Дієго   | 46-й чемпіонат США     | 1 | 0 | 1  | 1½ з 2    | Gold    |
| 2007 | Стіллвотер  | 47-й чемпіонат США     | 5 | 1 | 3  | 6½ з 9    | Bronze  |
| 2008 | Талса       | 48-й чемпіонат США     | 7 | 1 | 1  | 7½ з 9    | Gold    |
| 2009 | Сент-Луїс   | 49-й чемпіонат США     | 8 | 0 | 1  | 8½ з 9    | Gold    |
| 2010 | Сент-Луїс   | 50-й чемпіонат США     | 6 | 0 | 3  | 7½ з 9    | Silver  |
| 2011 | Сент-Луїс   | 51-й чемпіонат США     | 3 | 2 | 2  | 4 з 7     | [ 18 ]  |
| 2012 | Сент-Луїс   | 52-й чемпіонат США     | 5 | 2 | 4  | 7 з 11    | Silver  |
| 2013 | Сент-Луїс   | 53-й чемпіонат США     | 7 | 1 | 1  | 7½ з 9    | Silver  |
| 2014 | Сент-Луїс   | 54-й чемпіонат США     | 5 | 1 | 3  | 6½ з 9    | Bronze  |
| 2016 | Сент-Луїс   | 56-й чемпіонат США     | 5 | 2 | 4  | 7 з 11    | Bronze  |
| 2017 | Сент-Луїс   | 57-й чемпіонат США     | 4 | 3 | 4  | 6 з 11    | 5       |
| 2018 | Сент-Луїс   | 58-й чемпіонат США     | 3 | 1 | 7  | 6½ з 11   | 4       |
| 2019 | Сент-Луїс   | 59-й чемпіонат США     | 6 | 2 | 3  | 7½ з 11   | Bronze  |
| 2020 | Сент-Луїс   | 60-й чемпіонат США     | 0 | 4 | 7  | 3½ з 11   | 12      |
| 2021 | Сент-Луїс   | 61-й чемпіонат США     | 3 | 5 | 3  | 4½ з 11   | 8       |
| 2022 | Сент-Луїс   | 62-й чемпіонат США     | 1 | 2 | 10 | 6 з 13    | 9       |
| 2023 | Сент-Луїс   | 63-й чемпіонат США     | 3 | 5 | 3  | 4½ з 11   | 8 — 9   |

## Статистика виступів у складі збірних України та США
За період 1999—2018 роки Анна Затонських зіграла за жіночі збірні України та США загалом у 16-ти турнірах, зокрема: шахова олімпіада — 11 разів, командний чемпіонат світу — 3 рази, командний чемпіонат Європи — 2 рази. За збірну України Анна зіграла у 4 турнірах (1999—2002 рр.), за збірну США — у 12 турнірах (2004—2022 рр.)

У складі збірної США Анна Затонських стала срібною призеркою шахової олімпіади 2004 року та бронзовою призеркою шахової олімпіади 2008 року (у тому числі індивідуальна золота нагорода на 2-й шахівниці).
У активі Анни 4 індивідуальні нагороди (одна золота, дві срібні та одна бронзова).
Загалом виступаючи за національні збірні України та США Анна Затонських зіграла 146 партій, у яких набрала 87½ очок (+57=61-28), що становить 59,9 % від можливих очок.
З них у складі збірної України — 31 партія та 19 очок (+14=10-7), що становить 61,3 % від можливих очок, 

у складі збірної США — 115 партій та 68½ очок (+43=51-21), що становить 59,6 % від можливих очок.
| Рік  | Турнір                 | Місто           | Збірна  | Дошка | Рейтинг | + | = | − | Результат | % очок | Турнірний рейтинг | Командне місце | Особисте місце |
| ---- | ---------------------- | --------------- | ------- | ----- | ------- | - | - | - | --------- | ------ | ----------------- | -------------- | -------------- |
| 1999 | 12-й чемпіонат Європи  | Батумі          | Україна | 2     | 2414    | 4 | 3 | 0 | 5½ з 7    | 78,6   | 2569              | 4              | +              |
| 2000 | 19-та шахова олімпіада | Стамбул         | Україна | 2     | 2446    | 5 | 4 | 2 | 7 з 11    | 63,6   | 2410              | 4              | 9              |
| 2001 | 13-й чемпіонат Європи  | Леон            | Україна | 2     | 2419    | 3 | 0 | 3 | 3 з 6     | 50,0   | 2318              | 10             | 17             |
| 2002 | 20-та шахова олімпіада | Блед            | Україна | 3     | 2421    | 2 | 3 | 2 | 3½ з 7    | 50,0   | 2207              | 6              |                |
| 2004 | 21-ша шахова олімпіада | Кальвія         | США     | 3     | 2440    | 7 | 5 | 2 | 9½ з 14   | 67,9   | 2438              | Silver         | 10             |
| 2006 | 22-га шахова олімпіада | Турин           | США     | 1     | 2433    | 2 | 6 | 3 | 5 з 11    | 45,5   | 2366              | 4              | 59             |
| 2008 | 23-тя шахова олімпіада | Дрезден         | США     | 2     | 2440    | 6 | 4 | 0 | 8 з 10    | 80,0   | 2571              | Bronze         | Gold           |
| 2009 | 2-й чемпіонат світу    | Нінбо           | США     | 2     | 2462    | 0 | 4 | 3 | 2 з 7     | 28,6   | 2288              | 8              | 9              |
| 2010 | 24-та шахова олімпіада | Ханти-Мансійськ | США     | 3     | 2480    | 4 | 5 | 1 | 6½ з 10   | 65,0   | 2454              | 5              | 4              |
| 2012 | 25-та шахова олімпіада | Стамбул         | США     | 1     | 2512    | 6 | 1 | 3 | 6½ з 10   | 65,0   | 2406              | 10             | 20             |
| 2013 | 4-й чемпіонат світу    | Астана          | США     | 1     | 2474    | 0 | 5 | 3 | 2½ з 8    | 31,3   | 2300              | 6              | 8              |
| 2014 | 26-та шахова олімпіада | Тромсе          | США     | 2     | 2466    | 6 | 3 | 1 | 7½ з 10   | 75,0   | 2458              | 8              | 9              |
| 2016 | 27-ма шахова олімпіада | Баку            | США     | 3     | 2449    | 4 | 6 | 1 | 7 з 11    | 63,6   | 2398              | 6              | 10             |
| 2017 | 6-й чемпіонат світу    | Ханти-Мансійськ | США     | 1     | 2417    | 1 | 6 | 0 | 4 з 7     | 57,1   | 2483              | 7              | Silver         |
| 2018 | 28-ма шахова олімпіада | Батумі          | США     | 1     | 2431    | 4 | 4 | 3 | 6 з 11    | 54,5   | 2421              | 7              | 20             |
| 2022 | 29-та шахова олімпіада | Ченнай          | США     | 4     | 2383    | 3 | 2 | 1 | 4 з 6     | 66,7   | 2102              | 4              |                |

## Особисте життя
Ганна Затонських одружена із німецьким гросмейстером латвійського походження Даніелем Фрідманом.